# Haplochromis venator
Haplochromis venator là một loài cá thuộc họ Cichlidae. Nó là loài đặc hữu của Uganda.